# Astragalus didymocarpus
Astragalus didymocarpus är en ärtväxtart som beskrevs av William Jackson Hooker och George Arnott Walker Arnott. Astragalus didymocarpus ingår i släktet vedlar, och familjen ärtväxter.

## Underarter
Arten delas in i följande underarter:
- A. d. didymocarpus
- A. d. dispermus
- A. d. milesianus
- A. d. obispensis

## Bildgalleri

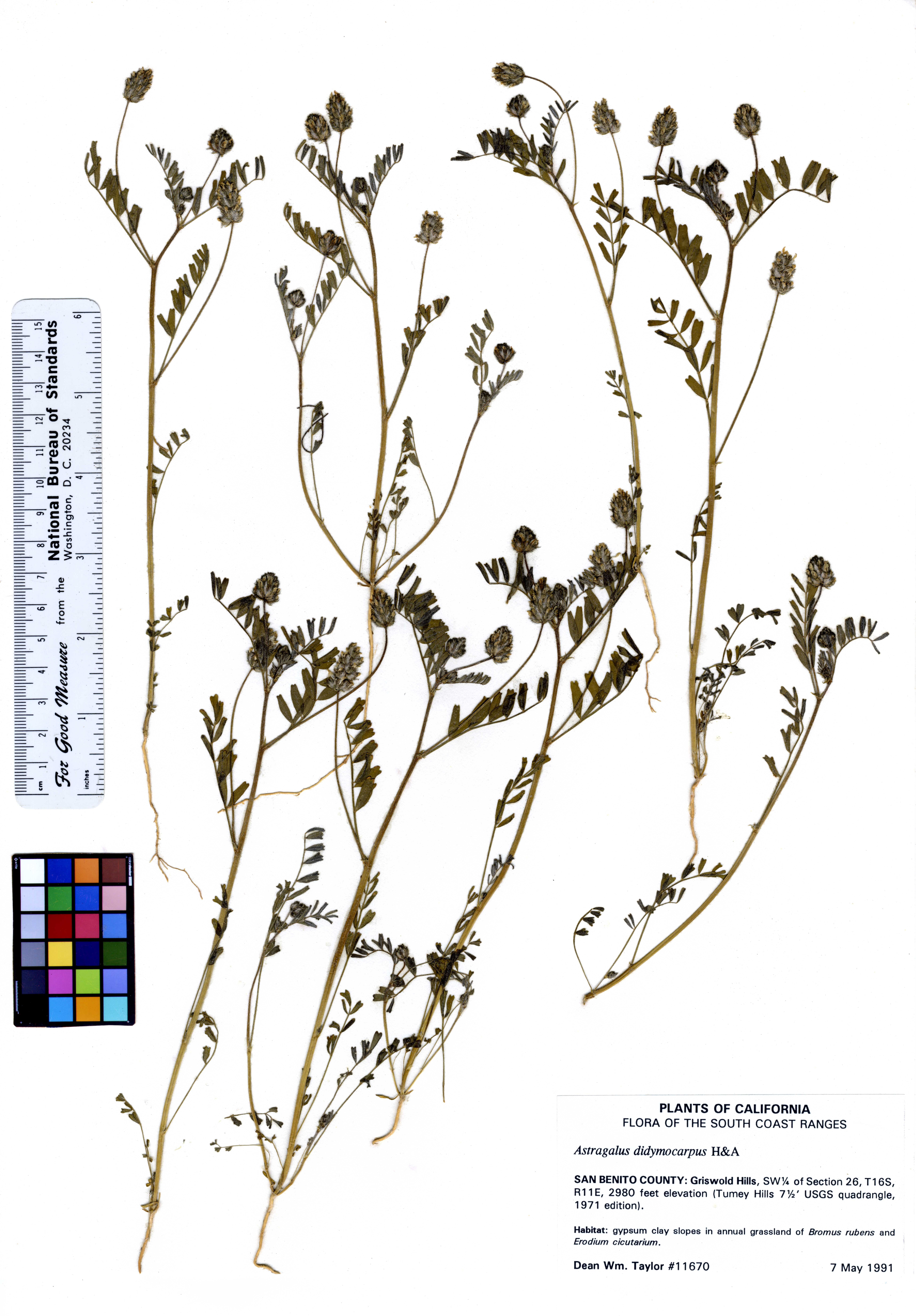